# OG-107 (однострій)
Однострій OG-107 — основний військовий однострій усіх складових Збройних Сил Сполучених Штатів з 1952 до 1989 року. Його назва походить від коду армії США для кольору «Оливково-зелений 107» (англ. Olive Green 107, OG-107) та «Оливково-зелений 507» (англ. Olive Green 507, OG-507), які є відтінками темно-зеленого кольору, причому OG-107 виготовлявся з бавовняної тканини, а OG-507, що з'явився на початку 1970-х років — з суміші поліестера та бавовни. Не дивлячись на різницю кодів, кольори на обох тканинах були майже ідентичні. Сам крій одностроїв з камуфляжем OG-107 мав назву тропічний бойовий однострій (англ. Tropical Combat Uniform) або однострій для джунглів (англ. Jungle Fatigues).
Протягом 1980-х років в Збройних силах США однострій OG-107 був замінений на новий бойовий однострій BDU, але продовжував використовуватись арміями кількох інших країн, зокрема тих, які отримували військову допомогу від Сполучених Штатів.

## Конструктивні особливості
Усі версії виготовленого з бавовняного сатину однострою OG-107 мали кілька основних конструктивних особливостей. Сорочку можна було носити заправленою в штани або навипуск, залежно від уподобань місцевого командира. У випадку спекотної та вологої погоди, військовим офіційно дозволялось засукати рукави та тримати сорочку навипуск. На передній частині сорочки знаходились вертикальна лінія гудзиків та дві накладні кишені у верхній частині грудей, що закривалися накладними клапанами також на ґудзиках. Штани з прямими холошинами, призначеними для заправляння у черевикі з двома простими накладними кишенями спереду з прорізами та двома простими накладними кишенями з застьобками на ґудзиках ззаду. Бавовняні версії, як правило, швидко вицвітали до зеленувато-сірого кольору, в той час як поліестрово-бавовняний варіант, що використовувався в одностроях OG-507, залишався темнішим набагато довше.

## Історія
Однострій OG-107 був представлений в 1952 році на заміну старого однострою M1943 і до початку війни у В'єтнамі він став стандартом для використання як у військах, що базувались у самих Сполучених Штатах, так і підрозділах, розгорнутих за кордоном. На початку 1967 року замість одностроїв з камуфляжем OG-107, елітним підрозділам повітряно-десантних військ та силам та спеціальних операцій у Південному В'єтнамі почали видавати однострої аналогічного крою з камуфляжем ERDL. Оскільки однострої з камуфляжем ERDL постачались у великій кількості, вони почали поступово заступати однострій OG-107 також в інших бойових частинах в Південно-Східній Азії, тоді як однострої з камуфляжем OG-107 продовжували використовувались в тилових районах.
Після виведення американської армії з Південного В'єтнаму в 1973 році, армія США припинила масовий випуск одностроїв з камуфляжем ERDL, залишивши його лише окремим підрозділам, тоді як однострій з камуфляжем OG-107 залишався стандартною уніформою у самих Сполучених Штатах і в американських військах за кордоном (за межами Південно-Східної Азії) протягом 1960-х і 1970-х років. Однострій OG-107 використовувався збройними силами США протягом найдовшого часу — з 1952 року до прийняття OG-507 у 1975 році. Протягом цього часу в однострій були внесені незначні зміни, наприклад, у середині 1960-х років на манжети було додано розрізи та гудзики.

## Базові моделі
Існувало три основні моделі однострою OG-107 з бавовняного сатіну:

### «Тип I» (1952—1963)

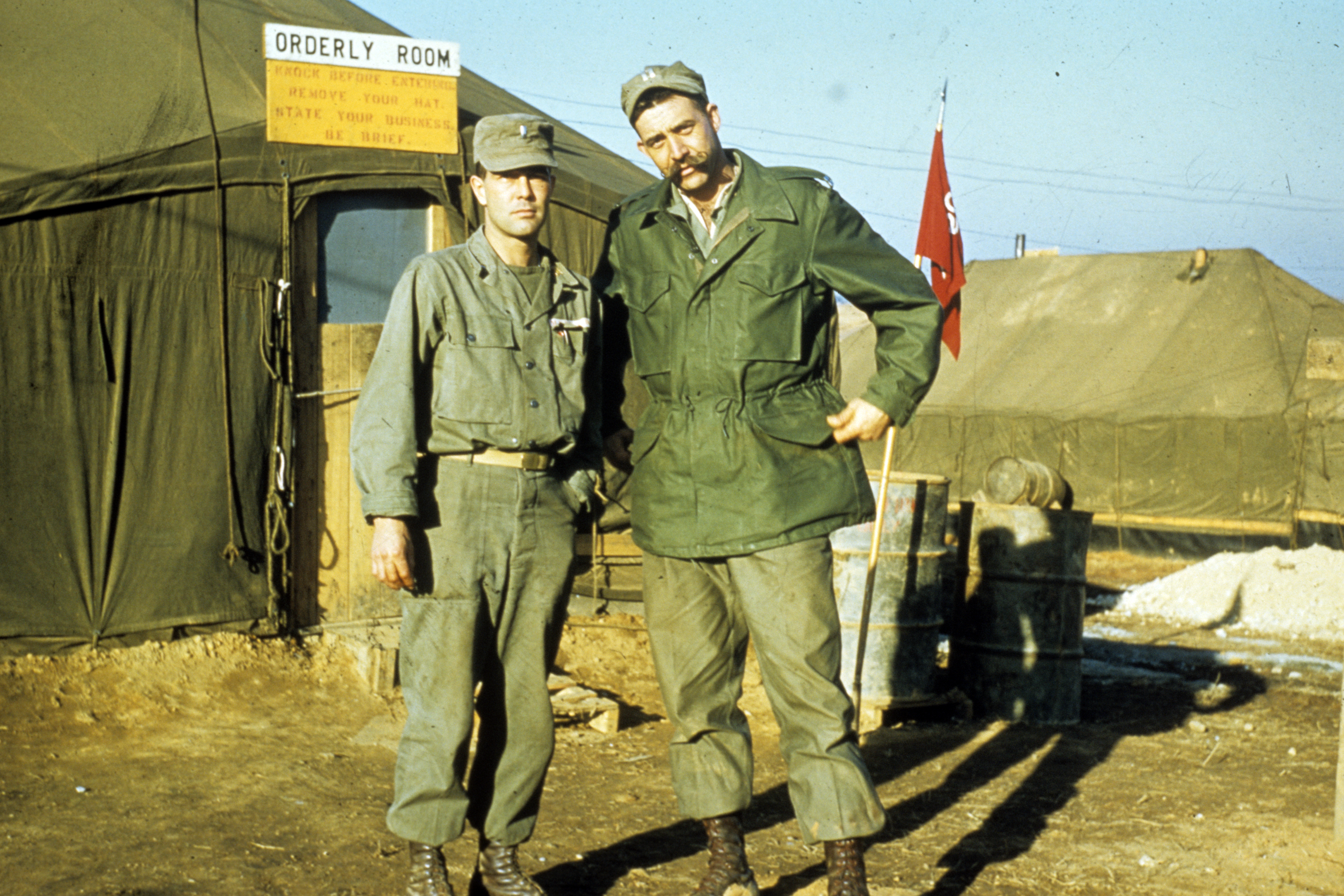
Однострій часів Корейської війни, який носили із патрульним кашкетом

Перша модель однострою OG-107 — «Тип I» була представлена в 1952 році і залишалася практично незмінною протягом 10 років виробництва. Сорочка мала рукав без справжніх манжет чи ґудзиків; це був просто прямий рукав із простим подолом на манжеті. Дві нагрудні кишені сорочки та дві задні кишені штанів мали прямокутний клапан, який застібався на ґудзики. Гудзики були «тарілчастого» стилю, і більшість виробів 1950-х років були темно-коричневого кольору, тоді як більшість продукції 1960-х років були темно-зеленими. Штани також мали простий регулюючий язичок на талії, який можна було застібнути. Розміри сорочки та штанів також були розділені на групи (Small, Medium, Large тощо). Ця модель була замінена в квітні 1963 року, коли з'явилися специфікації для другої моделі.

### «Тип II» (1963—1964)

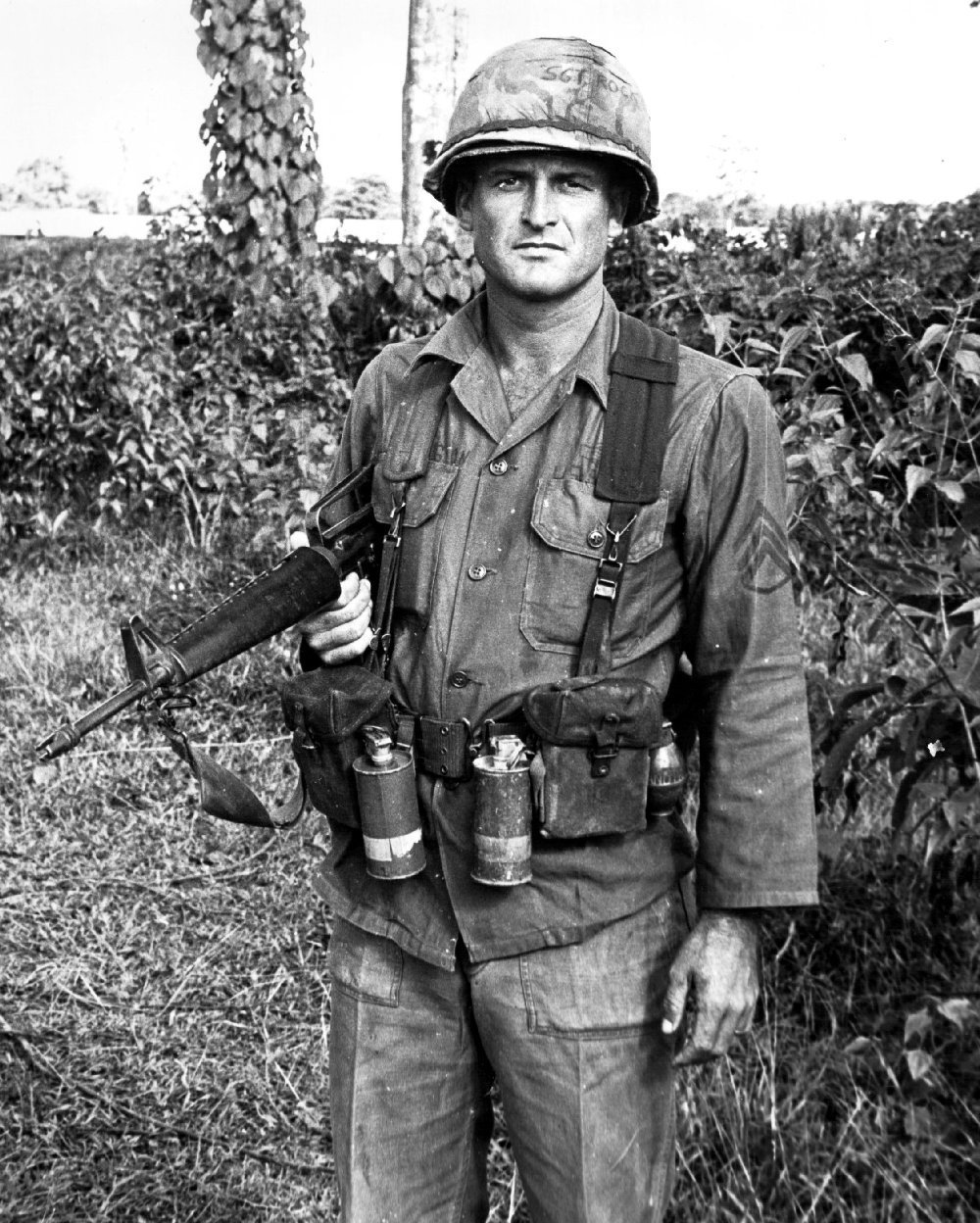
Штаб-сержант армії США Рассел С. Фордхем під час війни у В'єтнамі, одягнений у тип II із застібленими кишенями та трубчастими рукавами.

Виробництво однострою «Тип II» розпочалось в квітні 1963 року і продовжувалось протягом року. Однострій мав кілька невеликих відмінностей від типу I, але єдиною помітною зовні зміною були клапани кишень на сорочці зі «зрізаними» кутами, замість прямокутних на попередній версії. Як і у випадку з типом I, розміри сорочки та штанів також були розділені на групи. Через обмежений час виробництва цей однострій зустрічався не так часто, як Type I або III.

### «Тип III» (1964—1989)

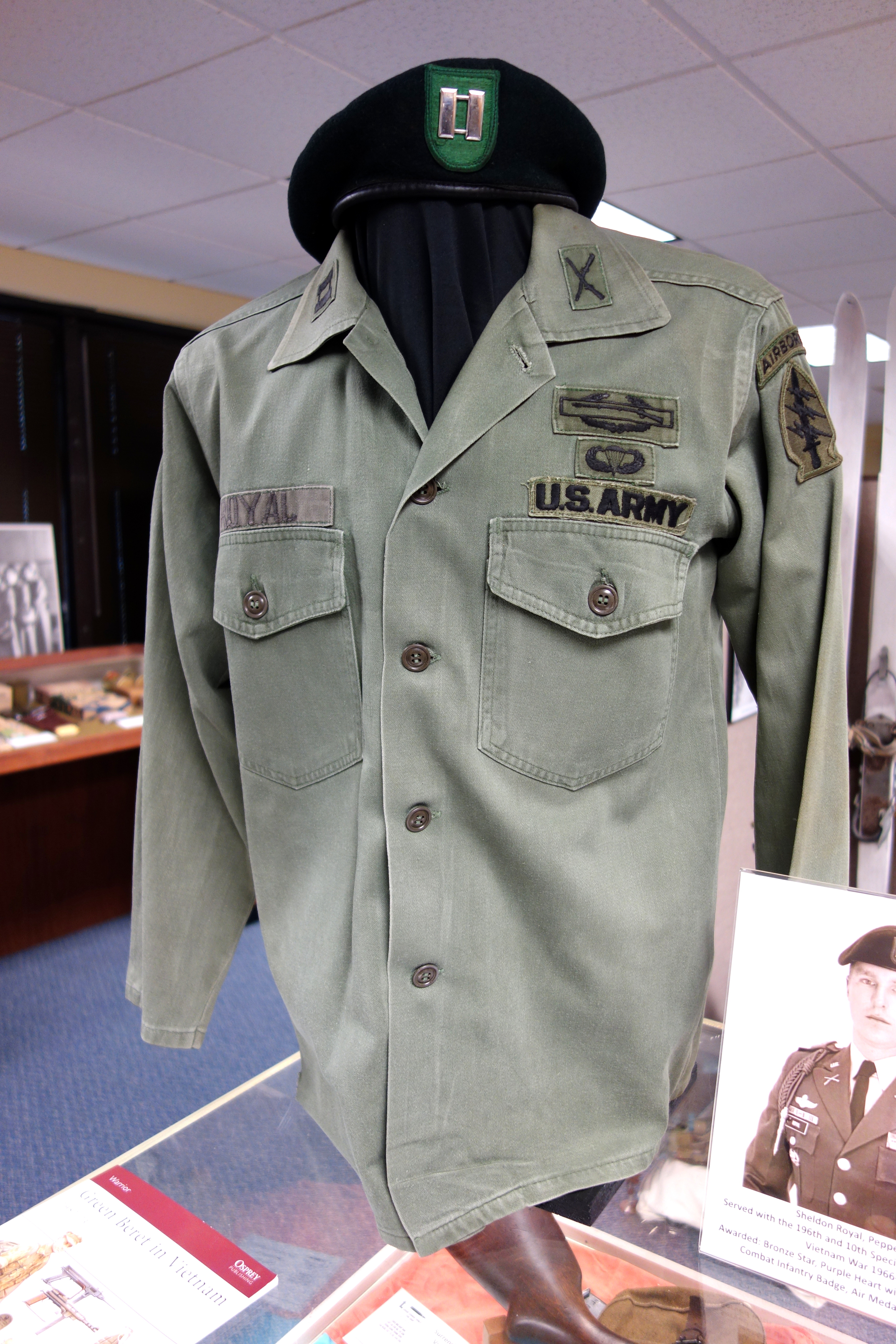
Бавовняно-сатинова сорочка з однострою OG-107 типу III, яку носили у В'єтнамі 1966—1969 рр.

«Тип III» є найпоширенішою моделлю, і її можна розділити на дві версії залежно від часу виготовлення та матеріалу.
- Бавовняна – ця версія була впроваджена в самому кінці 1964 року і все ще використовувала стандартний бавовняний сатин вагою 8,5 унцій. Однак через зміни у виробництві та необхідний час для розповсюдження, ці однострої фактично почали масово з'являтись лише у 1966 році. Ця версія зберегла всі ключові відмінні риси стилю, такі як кишені тощо, але з деякими ключовими відмінностями. Дві нагрудні кишені сорочки отримали загострений клапан. Сорочка також отримала манжет на ґудзику на зап'ясті. Кнопки були замінені на «стандартні» нудні пластикові кнопки, які використовуються на джунглях (і пізніше BDU). Ще однією зміною в штанах було видалення вкладки для регулювання талії. І сорочка, і штани також прийняли стиль розміру «справжнього вимірювання». – наприклад, штани були позначені за талією та довжиною внутрішнього шва (32" x 34" показуватимуть штани з 32" талією та 34" внутрішнім швом), а сорочки позначені за розміром шиї та довжиною рукава (16,5" x 34" буде показувати сорочка з горловиною 16,5 дюймів і довжиною рукава 34 дюйми). Бавовняну уніформу зазвичай називали «крохмалями».
- Поліестрово-бавовняна суміш – друга версія, під назвою OG-507, надійшла в експлуатацію в 1975 році і вироблялася до 1989 року, коли її повністю замінив однострій BDU з камуфляжем Woodland. При виготовленні цієї версії 100 % бавовняну тканину було замінено на суміш 50/50 поліестер/бавовна. Однострої OG-507 часто називали «Dura-Press» або «Permanent press», оскільки вони, щоб тримати форму, не вимагали значного накрахмалювання як варіант OG-107 і їх часто можна було швидко розпізнати за жовтою биркою на одязі. В останні роки, дещо змінена версія однострою OG-507 використовувалась в Збройних силах Сполучених Штатів як однострій і для військовослужбовців-жінок. Однострій OG-507 зазвичай називали «виправ та одягнув». Починаючи з кінця 1980 року, використання однострою OG-507 в Збройних силах США було припинено на користь нового бойового однострою BDU.

## Варіанти
На замовлення приватних осіб, часто випускалися індивідуальні версії з окремими модифікаціями одностроїв OG-107/OG-507. Офіцери час від часу додавали погони, як на службовій формі. Інші поширені варіанти включали закриті клапанами на ґудзиках «сигаретні кишені» зверху на обох рукавах, кишеню для ручок, додану на лівому рукаві вище ліктя, і додаткові бічні «вантажні» кишені на штанах.
Жінкам-військовослужбовцям видавався різновид цієї форми, що включав сорочки, які мали ґудзики ліворуч, а не праворуч, і обидві складові однострою були скроєні відповідно до жіночих розмірів.

## Користувачі

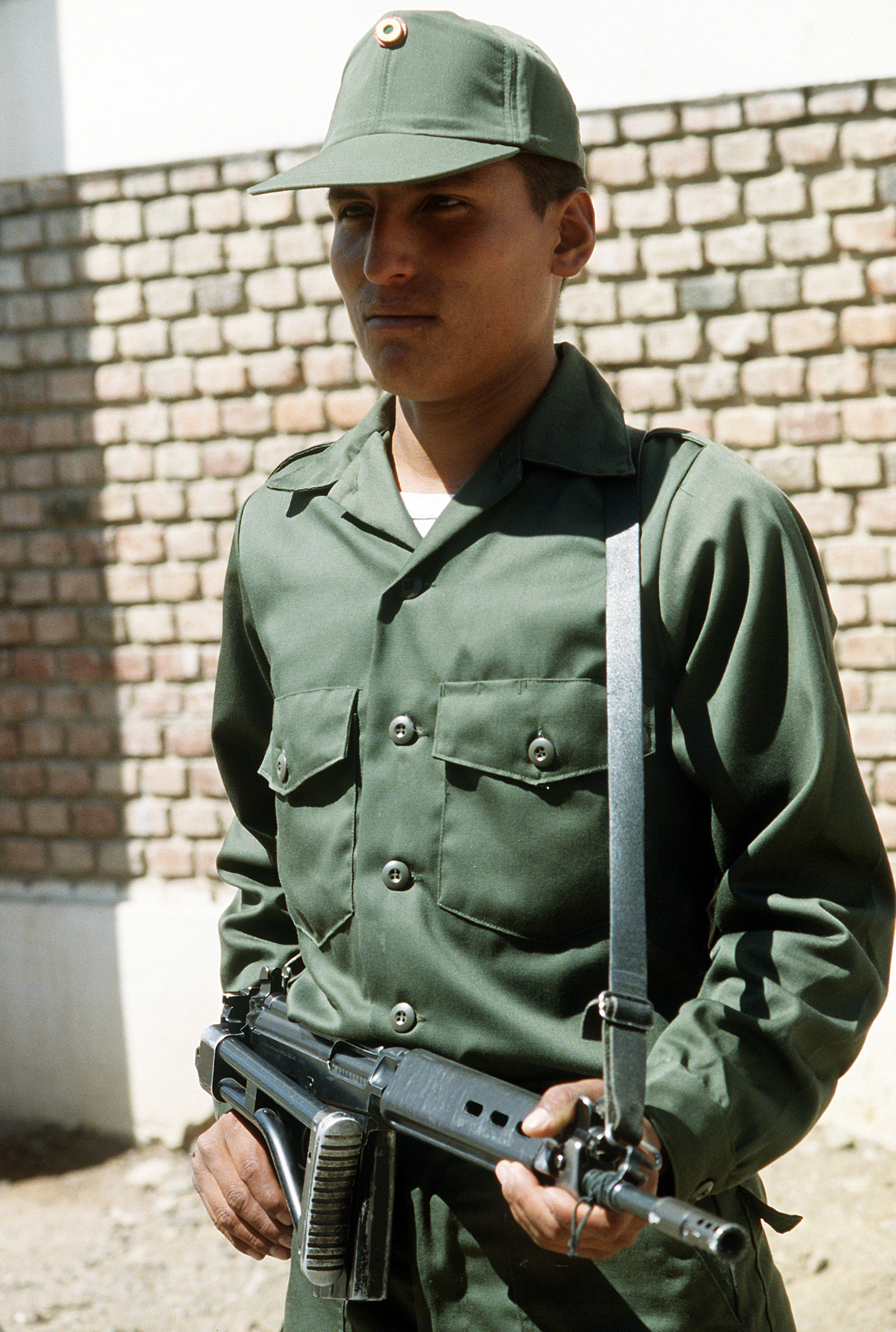
Солдат болівійської армії, озброєний 7,62-мм гвинтівкою FN FAL, стоїть на варті під час спільних навчань США та Болівії Fuerzas Unidas Bolivia у квітні 1986 року.

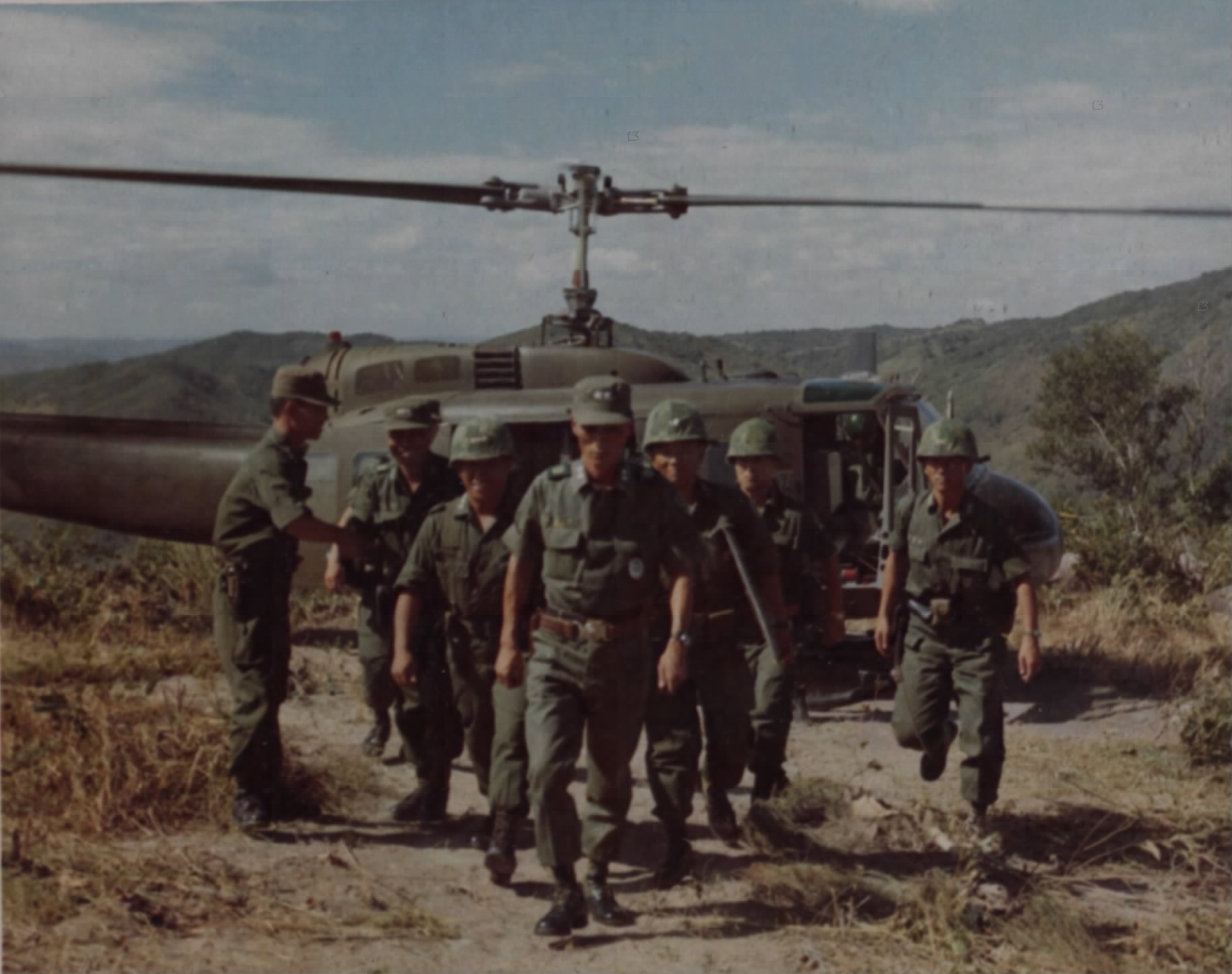
Офіцери армії Південної Кореї в однострої OG-107 у В'єтнамі, 1968 рік

- Бразилія;
- Болівія;
- Куба – після Кубинської революції, військові підрозділи FAR продовжували носити цей однострій;
- Єгипет;
- Угорщина – армія Угорщини носила копію однострою OG-107;
- Іран — виготовлялись та використовувались усі три типи однострою плюс модифікації та камуфльовані варіанти[3];
- Ірак;
- Японія;
- Йорданія;
- Кувейт;
- Ліван — використовували власний варіант однострою OG-107, який носили Ліванські збройні сили і внутрішні сили безпеки під час Громадянської війни в Лівані; в 1983-84 роках був замінений одностроєм BDU з камуфляжем Woodland.
- Марокко;
- Нікарагуа – використовувалась Національною гвардією Нікарагуа, а після 1979 року — Сандіністською армією;
- Саудівська Аравія;
- Південна Корея - використовувала власний варіант однострою OG-107, що носився під час В'єтнамської війни;
- Сирія;
- Тайвань;
- Таїланд — раніше використовувалась Збройними силами Таїланду, а станом на 2022 рік використовується молодіжною воєнізованою організацією Territorial Defense Students;
- США;
- Уругвай — використовувався Військово-повітряними силами Уругваю до середини 90-х років, коли його було замінено на однострій BDU.

### Актуальна уніформа США
- ACU (Army Combat Uniform)
- MCCUU (Marine Corps Combat Utility Uniform) — уніформа Корпусу морської піхоти США
- ECWCS (Extended Cold Weather Clothing System) — багатошаровий високотехнологічний військовий однострій, призначений для використання в умовах холодної та екстремально холодної погоди
- Уніформа військово-морського флоту
- Оперативна уніформа (берегова охорона США)

### Колишня уніформа США
- BDU (Battle Dress Uniform)
- ABU (Airman Battle Uniform)
- DBDU (Desert Battle Dress Uniform)
- DNC (Desert Night Camouflage)
- DCU (Desert Combat Uniform)
- М-1965 (куртка)

## Подальше читання
- Stanton, Shelby L. (1989). U.S. Army Uniforms of the Vietnam War.
- Miraldi, Paul. Uniforms and Equipment of U.S. Military Advisors in Vietnam: 1957–1972.
- Miraldi, Paul. Uniforms and Equipment of U.S. Army Infantry, LRRPS, and Rangers in Vietnam: 1965–1971.
- Lyles, Kevin. Vietnam: US Uniforms in Color Photographs.
- Lyles, Kevin. U.S. Airborne Vietnam.
- Armies of the Vietnam War. Osprey Men at War. Т. 1.
- Armies of the Vietnam War. Osprey Men at War. Т. 2.